# Rockstar Leeds
（前身為Mobius Entertainment）是一間英國電子遊戲開發商，公司總部位於利兹城西辦公區。他是Rockstar Games的子公司，曾開發《馬克思·佩恩》（GBA版）、《俠盜獵車手：自由城故事》和《俠盜獵車手：罪惡城故事》等遊戲。

## 歷史
1997年12月，Gordon Hall、Jason McGann、 Dave Box和Ian Bowden四人在英格蘭利茲建立了Mobius Entertainment。公司由兩部分組成，其中Mobius Entertainment負責遊戲開發，而Mobius Light Entertainment則負責全动态影像和電腦成像。公司約有30人，他們專注於開發如Game Boy Advance、PlayStation Portable等掌上遊戲平台的遊戲，同時也開發如Playstation 2等電子遊戲機平台的遊戲。公司總部位於利茲Pudsey。除了開發自家遊戲，他們還為其他廠商開發遊戲。例如在2003年，他們開發了GBA版本的馬克思·佩恩。
2004年4月8日，Rockstar Games宣布收購了Mobius Entertainment，收購後的公司更名為Rockstar Leeds。在成為Rockstar Games的一員後，Rockstar Leeds在Rockstar North指導下，負責將俠盜獵車手系列搬到PSP上。他們決定開發一款以自由城為舞台的遊戲，並且放棄之前在《俠盜獵車手III》使用的RenderWare引擎。於是，Rockstar Leeds自行開發了一款新遊戲引擎，並從零開始構建自由城，以圖將《俠盜獵車手III》的所有元素移植到掌上遊戲機平台上。除此之外，他們還為遊戲加入多人遊戲模式。最終，《俠盜獵車手：自由城故事》在2005年10月面市，講述《俠盜獵車手III》之前幾年的故事。作品推出後大獲成功，於是在2006年，Rockstar Leeds又將罪惡城搬上了PSP平台，推出《俠盜獵車手：罪惡城故事》。2009年，他們又開發了《俠盜獵車手：血戰唐人街》。
2013年，Rockstar Leeds曾刊登招聘廣告聘請程序員，目的是幫助其他工作室的開發人員將公司的最新遊戲移植到PC平台上。雖然後來他們自行將廣告撤下，但有電子遊戲網站已經將信息截圖。由於當時《俠盜獵車手V》正在開發中，而其PC版本又沒有得到確認，故此媒體猜測這是為《俠盜獵車手V》的PC版本作準備。

## 遊戲列表
| 年份                 | 遊戲                                       | 平台                                              |
| -------------------- | ------------------------------------------ | ------------------------------------------------- |
| Mobius Entertainment |                                            |                                                   |
| 2000                 | Alfred's Adventure                         | Game Boy Color（GBC）                             |
| 2001                 | High Heat Major League Baseball 2002       | Game Boy Advance（GBA）                           |
| 2002                 | Alfred Chicken                             | PlayStation（PS1）                                |
| 2002                 | High Heat Major League Baseball 2003       | GBA                                               |
| 2002                 | Army Men: Turf Wars                        | GBA                                               |
| 2003                 | Drome Racers                               | GBA                                               |
| 2003                 | Bionicle: The Game                         | GBA                                               |
| 2003                 | Barbie Horse Adventures: Wild Horse Rescue | GBA                                               |
| 2003                 | 美国偶像                                   | GBA                                               |
| 2003                 | 江湖本色                                   | GBA                                               |
| 2004                 | A Sound of Thunder                         | GBA                                               |
| Rockstar Leeds       |                                            |                                                   |
| 2005                 | 灣岸3：DUB版本 Remix                       | PSP                                               |
| 2005                 | 俠盜獵車手：自由城故事                     | PlayStation Portable（PSP）、PlayStation 2（PS2） |
| 2006                 | 俠盜獵車手：罪惡城故事                     | PSP、PS2                                          |
| 2007                 | 俠盜獵魔2                                  | PSP                                               |
| 2007                 | 戰士聯盟幫                                 | PSP                                               |
| 2007                 | 實況桌球                                   | Wii                                               |
| 2009                 | 俠盜獵車手：血戰唐人街                     | Nintendo DS、PSP、iOS                             |
| 2009                 | 韵律大师                                   | PSP、iOS                                          |
| 2011                 | 黑色洛城                                   | Microsoft Windows、PlayStation 3、Xbox 360        |
| 2012                 | 江湖本色3                                  | Microsoft Windows、PS3、Xbox 360                  |
| 2013                 | 俠盜獵車手V                                | PS3、Xbox 360、PC、PS4、Xbox One                  |
| 2013                 | 俠盜獵車手V：線上模式                      | PS3、Xbox 360、PC、PS4、Xbox One                  |

## 外部連結
- Rockstar Leeds官方网站（英文）
- Careers at Rockstar Leeds（页面存档备份，存于），Rockstar Games（英文）
- Rockstar Leeds（页面存档备份，存于），IGN（英文）